# Јасенова (Долни Кубин)
Јасенова (слч. Jasenová) насељено је мјесто са административним статусом сеоске општине (слч. obec) у округу Долни Кубин, у Жилинском крају, Словачка Република.

## Становништво
| Година:    | 1994. | 2004.   | 2014.   | 2024.   |
| ---------- | ----- | ------- | ------- | ------- |
| Број људи: | 392   | 399     | 409     | 434     |
| Разлика:   |       | +1,78 % | +2,50 % | +6,11 % |

| Година:    | 2023. | 2024.   |
| ---------- | ----- | ------- |
| Број људи: | 437   | 434     |
| Разлика:   |       | -0,68 % |

Према подацима о броју становника из 2011. године насеље је имало 402 становника.